# 太成学院大学歯科衛生専門学校
太成学院大学歯科衛生専門学校（たいせいがくいんだいがくしかえいせいせんもんがっこう）は、学校法人天満学園が設置する大阪府認可・厚生労働省指定の専修学校。3年間の養成期間で国家資格である歯科衛生士の受験資格の取得と専門士（医療専門課程）の資格が取得できる。また、介護職員初任者研修（旧・ホームヘルパー2級）、ビジネス実務マナー検定、ケアコミュニケーション検定、診療報酬請求事務能力検定、電話対応技能検定など社会に出て役立つ検定や資格取得もできる。就職率は毎年100％を達成している。

## 設置学科
- 医療専門課程歯科衛生士学科（女子）50名

## 沿革
- 1984年 学校法人天満学園により、西日本歯科衛生学院専門学校として大阪市北区南森町に開校。
- 1992年 校名を「大阪短期大学歯科衛生学院専門学校」に改称。
- 2004年 校名を「大阪太成学院大学歯科衛生学院専門学校」に改称。
- 2009年 校名を「太成学院大学歯科衛生専門学校」に改称。
- 2010年 歯科衛生士学校養成所指定規則の一部を改正する省令の施行に伴い、3年制として認可を受ける。

## 編入・進学実績
- 神戸親和女子大学2年次編入、太成学院大学4年次編入ほか

## 所在地
- 大阪府大阪市北区南森町2-1-8